# Głożyny (Ruchocinek)
Głożyny – część wsi Ruchocinek w Polsce, położona w województwie wielkopolskim, w powiecie gnieźnieńskim, w gminie Witkowo.
W latach 1975–1998 Głożyny administracyjnie należały do województwa konińskiego.